# 생방송 오늘은...
생방송 오늘은...은 KBS춘천 1라디오와 KBS원주 1라디오에서 동시 방송했던 시사교양 프로그램이다.

## 역사
2019년 3월 4일에 첫방송을 시작했으며, 원래는 오후 5시 5분에 춘천에서만 방송됐으나, 2024년 5월 13일부터 오후 4시 5분으로 시간대를 앞당김과 더불어서 춘천과 원주에서 동시 방송하다가, 2025년 4월 4일 방송을 마지막으로 6년만에 폐지되었다.

## 역대 방송시간
| 방송 채널                       | 방송 기간                        | 방송 시간                  |
| ------------------------------- | -------------------------------- | -------------------------- |
| KBS춘천 1라디오                 | 2019년 3월 4일 ~ 2024년 5월 10일 | 평일 오후 5:05 ~ 오후 5:58 |
| KBS춘천 1라디오 KBS원주 1라디오 | 2024년 5월 13일 ~ 2025년 4월 4일 | 평일 오후 4:05 ~ 오후 4:55 |

## 역대 진행자
- 정은숙 아나운서
- 윤석황 아나운서
- 김수연 아나운서